# Jurong (île)
Pour les articles homonymes, voir Jurong.
Jurong est une île artificielle située au Sud-Ouest de l'île principale de Singapour. Cette île a permis de gagner du terrain sur la mer, par la réunion de plusieurs îles en 2000, dont celles de Pulau Ayer Chawan, Pulau Ayer Merbau, Pulau Merlimau, Pulau Pesek, Pulau Pesek Kecil, Pulau Sakra et Pulau Seraya. La superficie initiale, inférieure à 10 km2, sera portée à terme à 32 km2.
Jurong est reliée à Pulau Ujong par une digue supportant une voie rapide, la Jurong Island Highway, ouverte en mars 1999. L'accès à l'île est restreint aux seules personnes disposant d'un badge d'accès. 

## Complexe industriel
L'île est principalement consacrée à des activités industrielles, notamment dans le domaine pétrochimique. ExxonMobil y détient sa plus importante raffinerie, qui s'étend au-delà de l'île dans le quartier de Jurong.

## Source
- (en) Cet article est partiellement ou en totalité issu de l’article de Wikipédia en anglais intitulé « Jurong Island » (voir la liste des auteurs).

1. ↑  (en) ExxonMobil, « Singapore Refinery », sur www.exxonmobil.com.sg, n/a (consulté le 19 novembre 2013).